# David J. Wineland
David Jeffrey Wineland (n. 24 februarie 1944, Milwaukee, Wisconsin, SUA) este un fizician american, laureat al Premiului Nobel pentru Fizică în 2012, împreună cu Serge Haroche, pentru „metode experimentale inovative care permit măsurarea și manevrarea sistemelor cuantice individuale”. Wineland a dezvoltat o metodă bazată pe capcanele Paul pentru măsurarea stărilor cuantice ale ionilor, cu ajutorul unor fotoni.